# スパイシーマック
スパイシーマック（1974年10月5日 - ）はハリウッドの映画監督。日本人の医師。

## 経歴
長崎県の内科開業医の父の下に生まれる。青雲高等学校卒業。医学部時代のラグビー部では西日本大会で優勝。また日本縦断ヒッチハイクをしたり、無人島にゴムボートで渡り遭難するなどアクティブな日々を過ごす。その後は医師になるも2003年に渡米して映画製作を開始。Spicy Mac Projectは全米＆カナダでDVD配給され、日本では『史上最高のパンツ一丁男』として2011年12月16日にローランズフィルムよりDVD発売&レンタルされた。現在、映画全編をYouTubeで公開中。

## 監督作品
- ファーザー/ Father（2003年）
- インストラクター/ Instructor（2004年）
- ストーカー/ The Stalker（2004年）
- パイウォーズ/ Pie Wars（2004年）
- イギリス男児vs現金自動支払機/ The British Man vs Cash Dispencer（2005年）
- 薬中マークの恐怖体験/ Merky Mark's Mega Murder（2005年）
- 爆弾探偵/ French Bomber Detective（2006年）
- 史上最高のパンツ一丁男/ Spicy Mac Project（2008年製作、2011年12月16日 日本公開-ローランズフィルム配給）

## 受賞歴
- ニューヨーク国際インディペンデントフィルムフェスティバル（2006年）グランプリ受賞
- カナダギグルズ国際ショートフィルムフェスティバル（2006年）入賞
- ロサンゼルス国際ショートフィルムフェスティバル（2006年）正式出品
- ニューヨークファーストサンデーコメディーフェスティバル（2006年）入選
- ゴールデンライオンフィルムフェスティバル（2006年）入選
- 東京ネットムービーフェスティバル（2006年）入選
- 小津安二郎記念蓼科高原映画祭・短編映画コンクール（2006年）入選
- チロル映画祭（2005年）セミグランプリ受賞
- JVC東京国際ビデオフェスティバル（2005年）入選
- インディズムービーフェスティバル（2004, 2006年）入選